# Fridericia pubescens
Fridericia pubescens là một loài thực vật có hoa trong họ Chùm ớt. Loài này được (L.) L.G.Lohmann mô tả khoa học đầu tiên năm 2010.